# Gle Batubara
Gle Batubara är en kulle i Indonesien.   Den ligger i provinsen Aceh, i den västra delen av landet, 1 800 km nordväst om huvudstaden Jakarta. Toppen på Gle Batubara är 103 meter över havet.
Terrängen runt Gle Batubara är platt åt sydväst, men åt nordost är den kuperad.Runt Gle Batubara är det glesbefolkat, med 18 invånare per kvadratkilometer. I omgivningarna runt Gle Batubara växer i huvudsak städsegrön lövskog.